# Michel Hidalgo
Michel Hidalgo (født 22. marts 1933 i Leffrinckoucke, Frankrig, 26. marts 2020) var en fransk fodboldspiller og træner, der var træner for det franske landshold, der nåede semifinalen ved VM i 1982, og vandt guld ved EM i 1984.

## Spillerkarriere
Hidalgos karriere som spiller strakte sig fra 1952 til 1966. Han spillede i nævnte rækkefølge for klubberne Le Havre AC, Stade Reims og AS Monaco, hvoraf det længste ophold var hos AS Monaco. Hidalgo nåede at repræsentere det franske landshold en enkelt gang, i 1962.

## Trænerkarriere
Hidalgos første klub som træner var den samme som sin sidste som aktiv, nemlig AS Monaco. Han blev senere gjort til assistenttræner for Frankrigs landshold, som han efterfølgende blev cheftræner for i 1976. De næste otte år førte han klubben frem til først VM i 1978 og efterfølgende VM i 1982, hvor franskmændene nåede semifinalerne. Hans store stjernestund kom dog ved EM i 1984 på hjemmebane, hvor holdet tog titlen. Herefter stoppede Hidalgo som landstræner og var efterfølgende en periode cheftræner i Olympique Marseille.